# Klasyfikacja punktowa na Tour de Pologne

Biała koszulka lidera klasyfikacji punktowej

Klasyfikacja punktowa na Tour de Pologne – klasyfikacja na wyścigu kolarskim Tour de Pologne ustalana na podstawie miejsc zajmowanych przez zawodników na poszczególnych etapach. Liderem klasyfikacji punktowej zostaje kolarz mający największą liczbę punktów. Lider klasyfikacji punktowej zakłada białą koszulkę z logo sponsora klasyfikacji – firmy Hyundai.
Punkty przyznawane są za dojechanie na metę w zależności od pozycji (od 1 do 20) oraz za wygrywanie premii lotnych. Na mecie każdego z etapów 20 pierwszych zawodników otrzymuje następującą liczbę punktów za zajęte miejsca:
| Miejsce | Punkty |
| ------- | ------ |
| 1       | 20     |
| 2       | 19     |
| 3       | 18     |
| 4       | 17     |
| 5       | 16     |

| Miejsce | Punkty |
| ------- | ------ |
| 6       | 15     |
| 7       | 14     |
| 8       | 13     |
| 9       | 12     |
| 10      | 11     |

| Miejsce | Punkty |
| ------- | ------ |
| 11      | 10     |
| 12      | 9      |
| 13      | 8      |
| 14      | 7      |
| 15      | 6      |

| Miejsce | Punkty |
| ------- | ------ |
| 16      | 5      |
| 17      | 4      |
| 18      | 3      |
| 19      | 2      |
| 20      | 1      |

Lider klasyfikacji punktowej jedzie w białej koszulce, jeżeli nie jest jednocześnie liderem klasyfikacji znajdującej się wyżej w hierarchii. W przeciwnym wypadku lider klasyfikacji zakłada koszulkę bardziej prestiżowej klasyfikacji, a białą koszulkę zakłada kolejny zawodnik z klasyfikacji punktowej.